# هتفیلد پورل
هتفیلد پورل (به انگلیسی: Hatfield Peverel) یک روستا و محله مدنی در بریتانیا است که در Braintree واقع شده است. هتفیلد پورل ۴٬۳۷۶ نفر جمعیت دارد.